# 仇栩欣
仇栩欣（英語：Chau Hui Yan，1996年8月31日—），香港民主派政治家，前北炮同盟成員，前香港東區區議會城市花園選區議員。從政前任職銀行客戶經理。

## 早年經歷

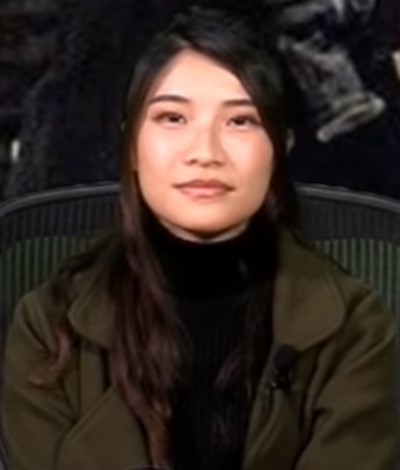
2020年2月27日，出席網台啤梨頻道《啤梨晚報》節目直播。

仇栩欣於香港出生，祖籍福建，早年就讀荃灣的嗇色園主辦可信學校和保良局姚連生中學。英國新特蘭大學香港分校商科畢業，隨後加入一間零售銀行任職客戶經理，於炮台山分行上班。

## 相關事件

### 反對修訂逃犯條例運動被控襲警
2019年8.11港島東集會，仇栩欣於北角進行網上直播期間，被警察阻止及制服，隨後以襲警罪名拘捕， 最後她踢保（拒絕繼續保釋），一度獲警方無條件釋放，但於同年12月30日被預約拘捕。2020年8月12日，裁判官判仇栩欣罪名不成立，裁判官在判詞中不但批評警方當時對被告濫用暴力，當仇被制服在地時，警員許景耀仍選擇用膝頭跪在仇的身上；許景耀為仇扣上索帶的動作非常粗暴，更指兩名警員的作供前後矛盾及不合邏輯，與提堂的片段不符，又經常答非所問，裁判官斥責他們砌詞狡辯、大話冚大話，形容兩名警員的供詞大話連篇，完全不可信，無法證明被告當時有襲擊行為。另外，高級督察林景年在庭作供時，一度以「不予置評」拒答裁判官提問，亦被法官批評。。裁判官最後對警員使用不恰當武力表示關注，着控方記錄在案。

## 從政

### 參與2019年香港區議會選舉
2019年，她受到反對修訂逃犯條例運動啟發，參與城市花園選區的地區工作，在2019年香港區議會選舉挑戰連任五屆的區議員許清安。
10月12日晚，仇栩欣舉行街站時陣被襲。仇被一對中年男女撕毀宣傳單張及以粗口罵她。當仇栩欣着該名男人道歉時，旁邊的女人則稱「道咩歉呀？」，及後男人又回頭拍打，仇稱被打中頭部，又指男子揚言「戴口罩返嚟打你」。她之後出現頭痛、頭暈症狀，並到醫院接受治療。
這是繼10月8日觀塘區梁凱晴之後第二宗針對區議會候選人的襲擊。
最終，她在選舉获得2,806票，以249票之差距擊敗許清安並成功當選為新任區議員。

| 政党   | 政党             | 候选人    | 票数  | %     | ±      |
| ------ | ---------------- | --------- | ----- | ----- | ------ |
|        | 香港島各界聯合會 | 1. 許清安 | 2,557 | 42.95 | -24.76 |
|        | 北炮同盟         | 2. 仇栩欣 | 2,806 | 47.13 | 不適用 |
|        | 香港環境保護協會 | 3. 樊熙泰 | 591   | 9.93  | 不適用 |
| 多数票 | 多数票           | 多数票    | 249   | 4.18  | 不適用 |

2019年12月26日，仇栩欣被美國有線新聞網絡（CNN）選為5名於亞洲地區推動變革的年輕人之一。
2020年2月，仇栩欣遠赴日本協助居民代購口罩，因不希望街坊支付炒賣的價錢，決定在日本不同店舖比較價錢，購買少量口罩協助城市花園選區居民。

### 區議會問政
仇栩欣在東區區議會2020-2021年度共加入1個委員會。
- 財務及審核委員會副主席（2020年-）

### 政府突取消監警會會議

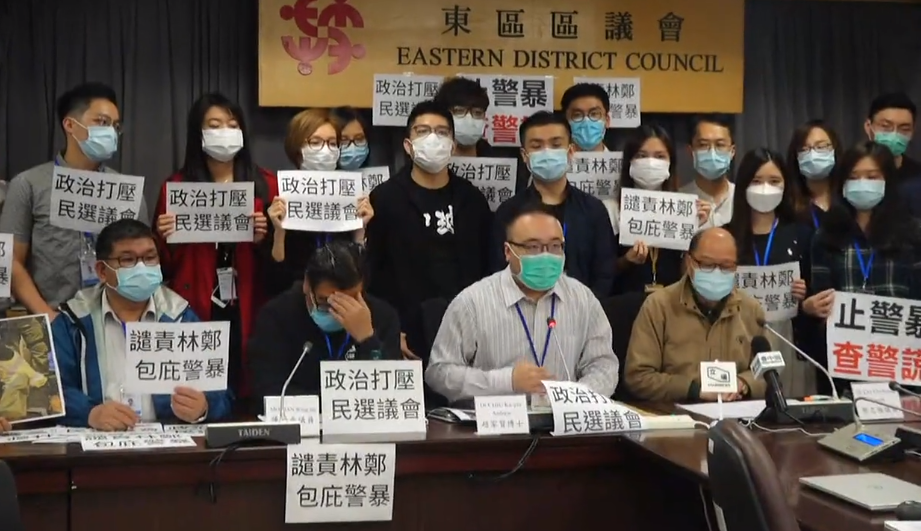
2020年3月10日，東區民主派議員譴責警務處不尊重民選議會 拒派員出席檢警會會議

2020年3月10日，東區區議會原定舉行「檢視警方執法及行動特別委員會」第三次會議，討論多項與反對修訂逃犯條例運動相關議案，包括要求警方交代8月5日晚上北角衝突中的警力問題、在11月在柴灣發射多次催淚彈的原因、於太古城和西灣河的執法行動等事件。不過民政處在會議當日早上突然向委員會成員發出電郵，稱會議的職權範圍「可能涉及全港性執法事宜」和「收到高層命令」而宣布取消會議。警務處也拒絕派員出席。區議會26名民主派議員批評警權凌駕區議會職能，政府高層打壓區議會。

## 軼事
2020年2月10日，仇栩欣在社交平台上載自己單腳站立的照片，呼籲市民捐贈多餘的口罩。

## 資料來源與註釋
1. ↑  .   [2019-11-08]. （原始内容存档于2020-03-28）.
2. 1 2  . 東區區議會. 2020-07-14  [2020-06-11]. （原始内容存档于2021-01-27） （中文（香港））.
3. ↑   (PDF). 嗇色園主辦可信學校. 2008  [2019-11-26]. （原始内容存档 (PDF)于2013-02-03）.
4. ↑   (PDF). 香港學界體育聯會. 2009  [2019-11-26]. （原始内容 (PDF)存档于2009-03-06）.
5. ↑  . 蘋果日報. 2019-12-27  [2019-12-29]. （原始内容存档于2019-12-29）.
6. ↑  .   [2019-11-08]. （原始内容存档于2019-11-08）.
7. ↑  .   [2019-11-08]. （原始内容存档于2020-06-14）.
8. ↑  仇栩欣被預約拘捕控8．11襲警　回應指「政治清算」 （页面存档备份，存于）-明報新聞網[2019年12月30日]
9. ↑  . www.facebook.com.   [2019-12-30] （中文（简体））.
10. ↑  . 香港電台. 2020-08-12  [2020-08-12]. （原始内容存档于2020-08-26） （中文（香港））.
11. ↑  . 星島日報. 2020-08-12  [2020-08-12]. （原始内容存档于2020-08-12）.
12. ↑  .   [2020-08-13]. （原始内容存档于2020-08-25）.
13. ↑  .   [2020-08-13]. （原始内容存档于2020-10-31）.
14. 1 2  .   [2019-11-08]. （原始内容存档于2019-11-08）.
15. ↑  李偉欣. . 香港01. 2019-10-12  [2019-12-30]. （原始内容存档于2020-10-11） （中文（香港））.
16. ↑  .   [2019-11-08]. （原始内容存档于2019-11-08）.
17. ↑  吳映璠. . 中時電子報. 2019-11-25  [2019-11-26]. （原始内容存档于2019-11-28）.
18. ↑  Jessie Yeung, Eric Chan, Michelle Lim. . CNN. 2019-12-26  [2019-12-29]. （原始内容存档于2020-09-21）.
19. ↑  .   [2019-12-27]. （原始内容存档于2020-01-06）.
20. ↑  【Emily】廸．必．仇台日撲口罩，明報，2019-2-3
21. ↑  新科區議員如何不困於蛇齋餅糭應對疫潮？ （页面存档备份，存于），立場新聞，2019-2-25
22. ↑  . 蘋果日報. 2020-03-10  [2020-03-14]. （原始内容存档于2021-03-13）.
23. ↑  . 香港獨立媒體. 2020-03-10  [2020-03-14]. （原始内容存档于2020-03-11）.
24. ↑  . 東方日報. 2020-02-10  [2020-03-14]. （原始内容存档于2020-02-13）.

## 外部連結
- . 東區區議會. 2020-07-14  [2020-06-11]. （原始内容存档于2021-01-27） （中文（香港））.
- 仇栩欣的Facebook專頁
- 仇栩欣的Instagram帳戶

| 議會席位      | 議會席位                                                      | 議會席位       |
| ------------- | ------------------------------------------------------------- | -------------- |
| 前任： 許清安 | 東區區議會 城市花園選區區議員 2020年1月1日—2023年12月31日     | 選區合併至太北 |
| 首任          | 東區區議會 財務及審核委員會副主席 2020年1月7日—2023年12月31日 |                |